# Мазін Віктор Іванович
Мазін Віктор Іванович (18 червня 1954 — 8 січня 2022) — радянський важкоатлет.
Олімпійський чемпіон 1980 року в категорії до 60 кг.